# Alcatel
Alcatel war ein französischer Hersteller von Systemen und Geräten für die Telekommunikation sowie nach eigenen Angaben Marktführer beim Hochgeschwindigkeitszugang zum Internet und bei optischen Netzen. Die Kunden von Alcatel waren Netzbetreiber, Internet Service Provider, Unternehmen und Privatkunden. Am 1. Dezember 2006 fusionierte Alcatel mit Lucent Technologies zu Alcatel-Lucent.
Als Markenname wird Alcatel auch heute noch für zahlreiche Produkte verwendet. Teilweise durch Alcatel-Lucent, teilweise aber auch durch Rechtsnachfolger oder Käufer ehemaliger Geschäftsbereiche. So steht hinter der Marke Alcatel One Touch, unter der weltweit Handys und Tabletcomputer vertrieben werden, seit 2005 der chinesische Hersteller TCL.

## Unternehmensentwicklung

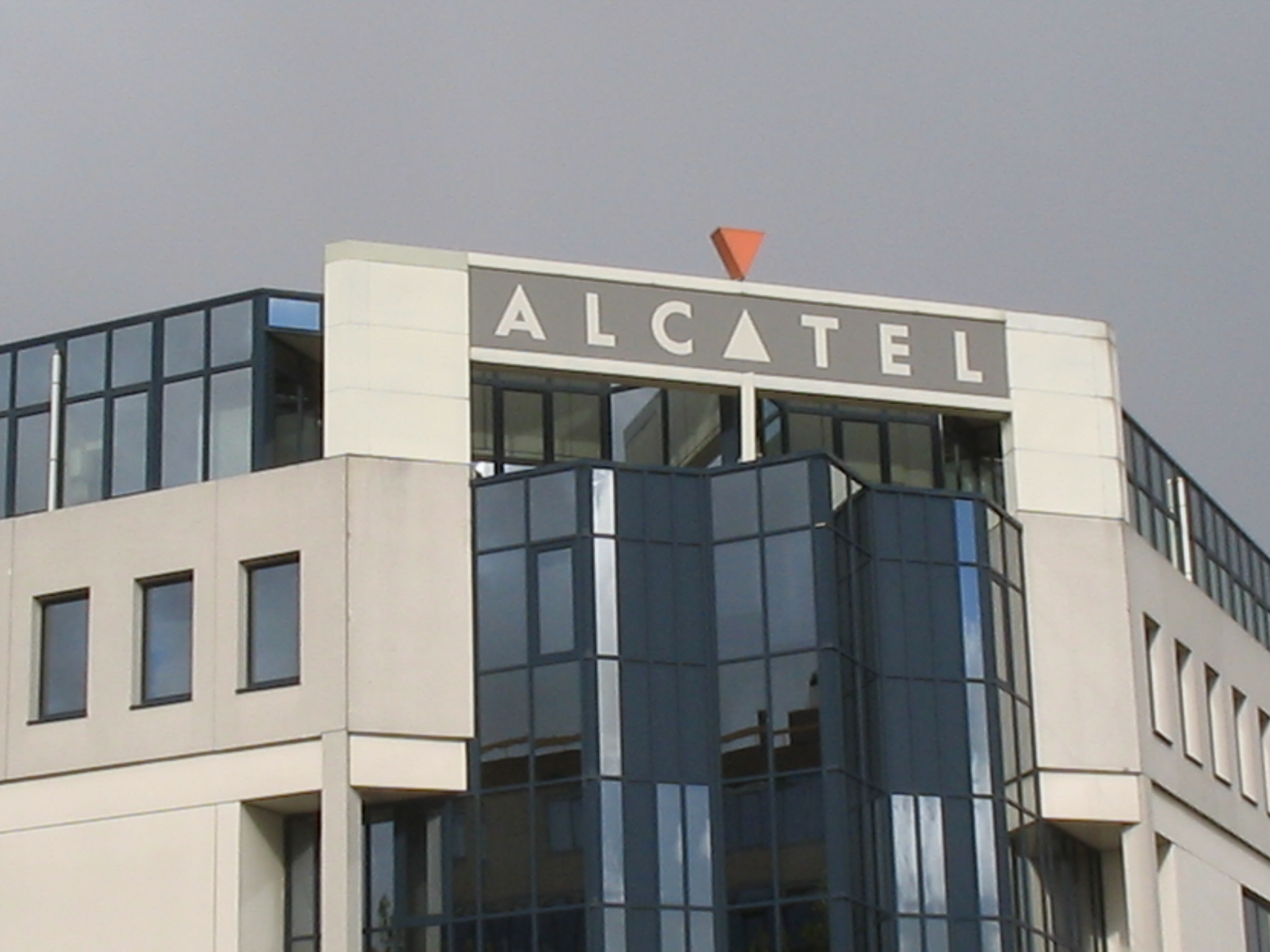
Stammsitz von Alcatel in Paris

Das Unternehmen Alcatel wurde am 31. Mai 1898 vom französischen Ingenieur Pierre Azaria unter dem Namen Compagnie Générale d’Electricité (CGE) gegründet. 1966 übernahm CGE die Société Alsacienne de Constructions Atomiques, de Télécommunications et d’Electronique (Alcatel). Nach der Fusion mit Thomson Télécommunications  im Jahre 1985 firmierte das Unternehmen unter dem Namen Alcatel Alsthom. Der Telekommunikationsbereich trat seitdem unter dem Namen Alcatel auf.
Im Jahre 1988 integrierte CGE die vom Mischkonzern International Telephone and Telegraph (ITT) erworbene Telekommunikationssparte, darunter auch die deutsche Standard Elektrik Lorenz AG (SEL) und die schweizerische Standard Telephon und Radio AG (STR). Der Geschäftsbereich Telekommunikation wurde als Teilkonzern Alcatel NV ausgegliedert.
Die engen Kontakte zu den staatlichen Post- und Telekommunikationsunternehmen (PTT) und zu Spitzenpolitikern führten sowohl in Deutschland wie in Frankreich zu Skandalen mit großer öffentlicher Aufmerksamkeit: In der „Traumschiff-Affäre“ trat 1991 Lothar Späth vom Amt des baden-württembergischen Ministerpräsidenten zurück. Der Präsident des französischen Mutterkonzerns, Pierre Suard, wurde 1995 wegen Verdachts auf Betrug und Veruntreuung per Gerichtsbeschluss faktisch abgesetzt. Sein Nachfolger wurde Serge Tchuruk, der das Unternehmen bis zuletzt führte.
Getragen vom Internet-Hype wuchs das Unternehmen insbesondere durch Zukäufe im amerikanischen Markt. Der bereits in den 1990er Jahren einsetzende Preisverfall auf dem Telekommunikationsmarkt und das Platzen der Dotcom-Blase stürzten das Unternehmen 2001 in die größte Krise seiner Geschichte und führte zu Rekordverlusten und einem massiven Abbau von Arbeitsplätzen. Auf dem Höhepunkt der Telekommunikationseuphorie verlegte Alcatel sein konzernweites Kompetenzzentrum für Glasfaserkabel nach Mönchengladbach, wo zwölf neue Glasfaserziehtürme eingeweiht wurden, die schon wenige Monate später stillgelegt werden mussten. Die Kupfertelekommunikationstechnologie wurde 2001 in einer eigenen Gesellschaft namens Nexans ausgegliedert und an die Börse gebracht. Alcatel hielt an der neugegründeten Gesellschaft nur noch 20 Prozent der Anteile. 2005 wurde die Glasfasertechnologie an den niederländischen Konkurrenten Draka verkauft. Erst 2004 wurden wieder positive Quartalsergebnisse erreicht, allerdings auf deutlich reduziertem Umsatzniveau.
Im August 2004 vereinbarte Alcatel ein Joint-Venture mit dem chinesischen Unternehmen TCL, die TCL & Alcatel Mobile Phones Ltd. (kurz: TAMP). Die Gemeinschaft gehörte zu 45 % Alcatel. Im Mai 2005 folgte eine Zehn-Jahres-Lizenz-Vereinbarung, sodass TAMP eine hundertprozentige Tochter der TCL wurde. TAMP wurde in TCT Mobile Limited umbenannt. Das Unternehmen vertreibt weltweit über Tochtergesellschaften (Deutschland: TCT Mobile Germany GmbH) Mobiltelefone unter dem Namen Alcatel One Touch.
Mit Wirksamkeit zum 1. Dezember 2006 fusionierte Alcatel mit seinem US-amerikanischen Konkurrenten Lucent Technologies. Im Zuge des Konzernumbaus und zur Fokussierung auf das Kerngeschäft der Telekommunikation verkaufte Alcatel etwa zeitgleich die Unternehmensbereiche Satellitentechnik, Rüstung und Transportsysteme an die französische Thales-Gruppe. Rund 11.000 Mitarbeiter waren betroffen, der Umsatz dieser Bereiche lag zuletzt bei ca. 2 Milliarden Euro. Die aus der Fusion hervorgegangene Alcatel-Lucent wurde am 14. Januar 2016 von der finnischen Nokia übernommen und Alcatel als Firmen- und Markenname aufgegeben.

## Produkte

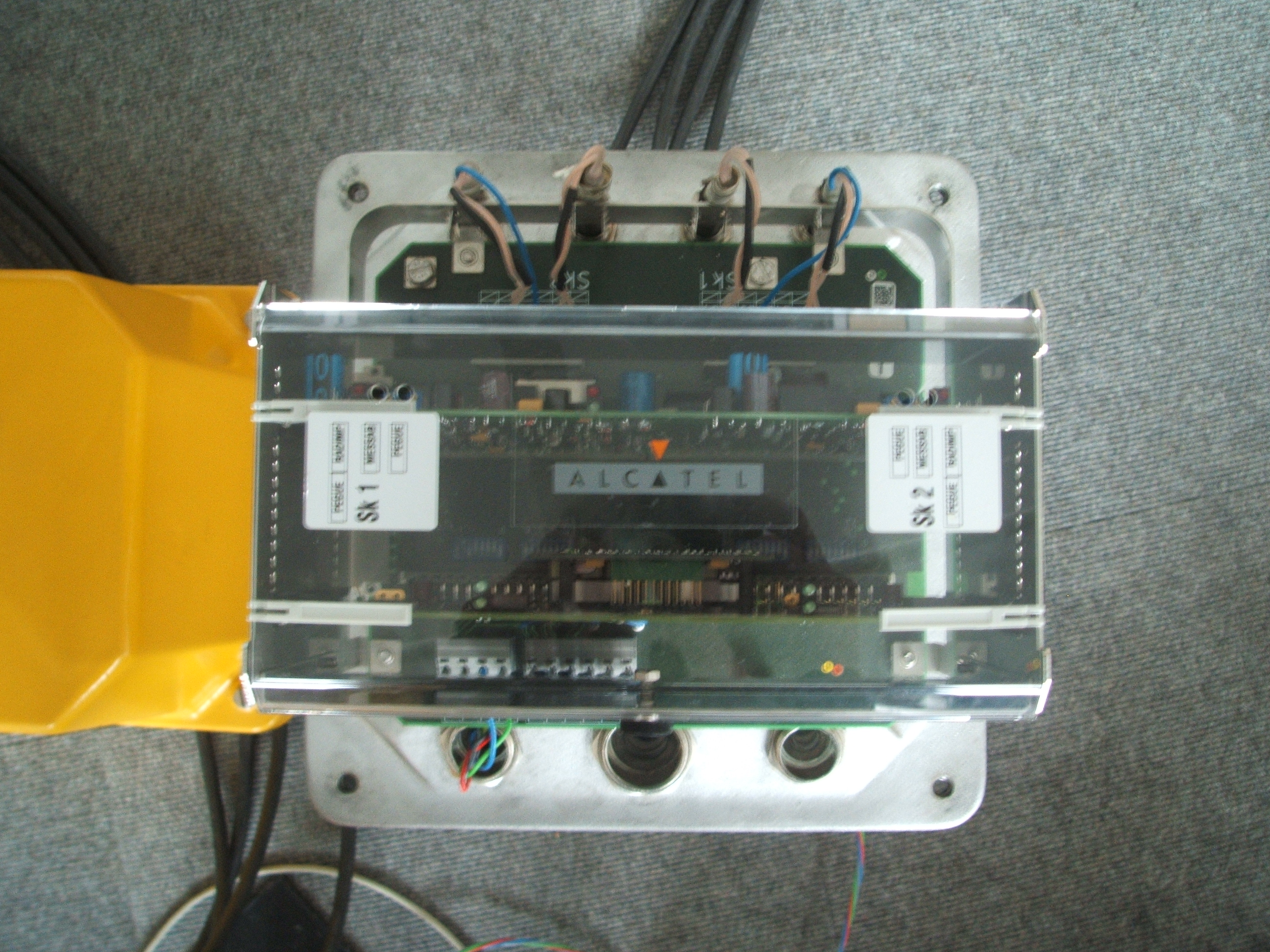
Offener ALCATEL Schaltkasten (Achszählpunkt ZP 30H) LST 2007

- Hochgeschwindigkeitsinternetzugänge (xDSL)
- Telefonnetzausrüstung (zum Beispiel ISDN, SDH, PDH)
- Telefonvermittlungsstellen
- IP-Telefonie
- Mobilfunknetzelemente (GSM, UMTS, WiMAX)
- Multimedia-Netze
- ATM/IP-Switches und Router
- Kommunikations- und Forschungssatelliten
- Bahnsteuerungssysteme (ETCS)
- Triple Play-Lösungen
- IPTV Applikationen und Systemintegration
- Vakuumpumpen
- Mobiltelefone

## Pkw-Produktion

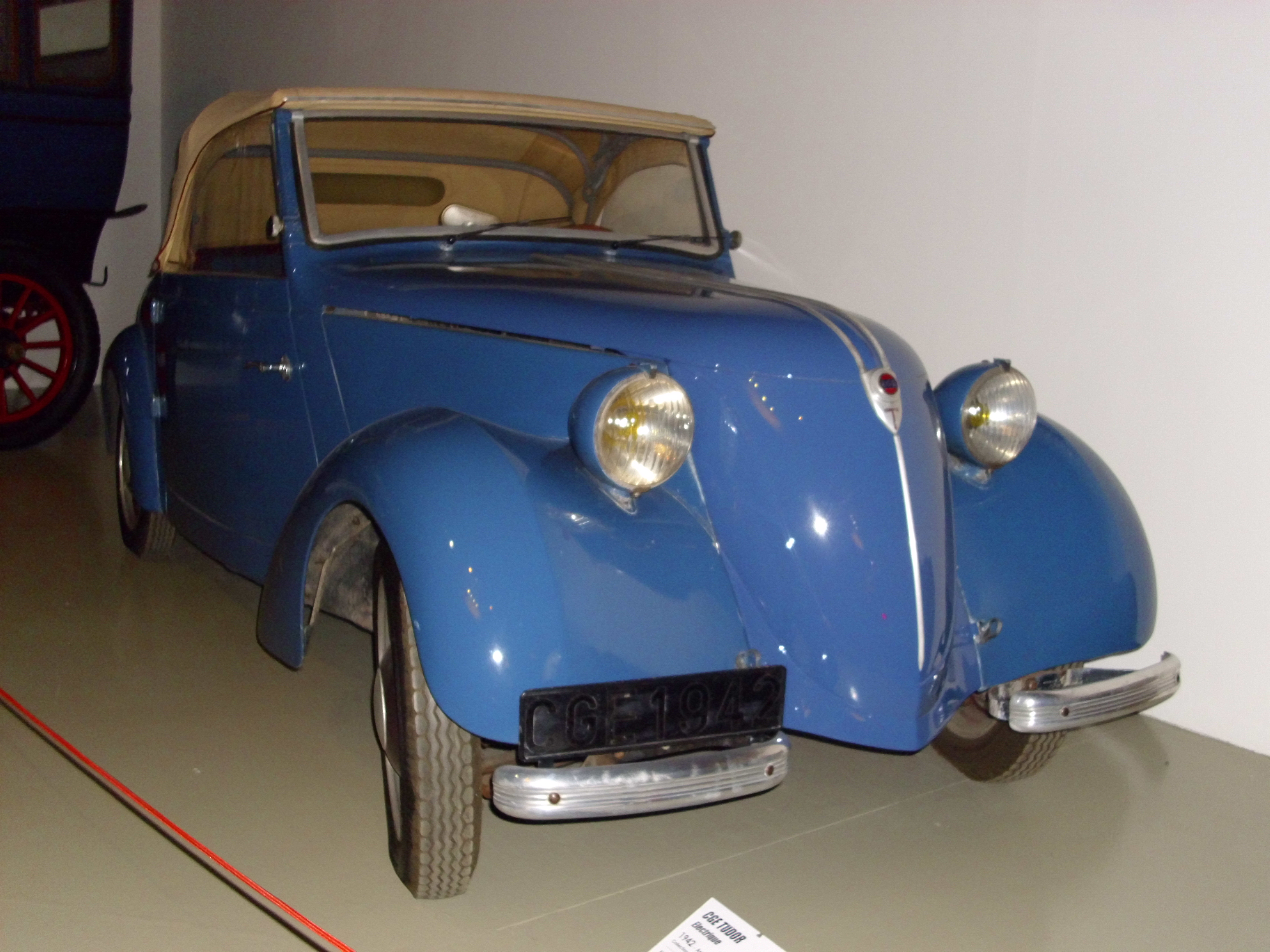
CGE Tudor von 1942

Zwischen 1941 und 1946 war die Compagnie Générale d’Électricité ein Automobilhersteller. Der Konstrukteur Jean-Albert Grégoire hatte ein Elektroauto entworfen, das als CGE Tudor vermarktet wurde. Bis zur Produktionseinstellung entstanden etwa 200 Fahrzeuge.